# احمد رفیع‌زاده
احمد رفیع‌زاده (زاده ۹ شهریور ۱۳۴۷ در تهران) فیلم‌نامه‌نویس اهل ایران است. نخستین فیلم‌نامه‌ او فیلم مصائب دوشیزه بود که در سال ۱۳۸۵ به کارگردانی سید مسعود اطیابی ساخته شد.

## فیلم‌شناسی

### سینما
- خاتی (۱۴۰۳) [۲][۳]
- کوکتل مولوتوف (۱۴۰۲)
- آشوب (۱۴۰۰)
- به وقت خماری (۱۳۹۶)
- انزوا (۱۳۹۵)
- گینس (۱۳۹۳)
- آینه شمعدون (۱۳۹۱)
- هیچ‌کجا هیچ‌کس (۱۳۹۱)
- خوابم می‌آد (۱۳۹۰)
- دختر شاه پریون (۱۳۸۹)
- آقای هفت رنگ (۱۳۸۷)
- زن‌ها فرشته‌اند (۱۳۸۶)
- مصائب دوشیزه (۱۳۸۵)

### تلویزیون
- ساعت شنی (۱۳۸۶)
- پریدخت(۱۳۸۶)
- خلسه (سریال تلویزیونی) (۱۳۸۸)
- قرعه (سریال تلوبزیونی) (۱۳۹۵)
- ته چین (فیلم تلویزیونی) (۱۳۹۴)
- پرگار (سریال تلویزیونی) (۱۳۹۹)